# Karel van Mander II
 Der er flere personer med dette navn, se Karel van Mander.
Karel van Mander (II) (1579 i Kortrijk – 26. februar 1623 i Delft) var en maler og gobelinvæver, som blandt andet arbejdede i Danmark. Han var søn af Karel van Mander I og fader til Karel van Mander III og Cornelis van Mander.

## Liv og virke
Karel blev elev hos sin far og i 1604 blev han ansat som tapettegner ved F. Spierings gobelinvæveri i Delft. I 1613 blev han medlem af Skt. Lukasgildet i Haarlem. Van Mander lærte Christian IV at kende, da kongen besøgte Spierings væveri i 1614 vedrørende en serie gobeliner, der dog ikke blev produceret. Van Mander etablerede sig som selvstændig tapetvæver i 1615, med økonomisk støtte fra den tyske finansmand Nic. Snouckaerts. I 1616 rejste van Mander til Danmark og mødte igen Christian IV. Der blev lavet en aftale om, at van Mander skulle producere 18 gobeliner til Frederiksborg Slot, med motiver fra Christian IV's regeringstid, primært sejren i Kalmarkrigen. Som en del af aftalen var van Mander i Sverige i 1616-17 (på kongens regning) for ved selvsyn at bese Kalmar Slot og andre lokaliteter, der indgik i motiverne. Det var en del af aftalen, at der skulle foreligge skitser til godkendelse i maj 1617, og at gobelinerne skulle leveres i 1619. Dette skete som planlagt, og yderligere fire gobeliner blev leveret i 1620. Ordren til kongen kom også til at omfatte bordtæpper og lignende. Foruden det danske kongehus fik van Mander også andre fyrstelige kunder, blandt andet prinsen af Oranien. Det danske kongehus var imidlertid langsomme med betalingerne, og van Mander fik så store økonomiske problemer, at han måtte give sin oprindelige investor, N. Snouckaerts pant i tilgodehavenderne hos den danske konge. Van Mander døde i 1623 og enken flyttede med sine otte børn til Danmark, hvor hun ville forsøge at få udbetalt familiens tilgodehavender. Det lykkedes hende så godt, at hun fik afregnet med mandens kreditorer og blev i stand til at etablere sig som urtekræmmerske i København. En af sønnerne, Karel van Mander (III) blev senere Kongehusets foretrukne portrætmaler og blev en del af det velhavende københavnske borgerskab.
Karel van Manders gobeliner på Frederikborg Slot blev brugt i Riddersalen ved festlige lejligheder. Da slottet blev besat af svenskerne i 1658 var de tæt på at blive ødelagt - på grund af fremstillerne af svenske nederlag - men de klarede frisag, efter at belejringen af København var slået fejl. I 1668 klagede den svenske ambassadør over dem, og de blev ikke længere brugt. I 1850'erne kom de frem i lyset igen, nu ophængt i forskellige gemakker. Da Frederiksbog Slot brændte i 1859, blev gobelinerne flammernes bytte.